# Nawracające wysiękowe zapalenie stawu
Nawracające wysiękowe zapalenie stawu (łac. hydrarthrosis intermittens, ang. intermittent hydrarthrosis) – bardzo rzadka choroba o nieznanej etiologii, charakteryzująca się występowaniem nawrotowych wysięków w stawie, prawie zawsze kolanowym. Opisywano także pojedyncze przypadki z zajęciem stawu biodrowego i łokciowego. Choroba została po raz pierwszy opisana w 1845 przez E.R. Perrina. Wśród czynników zwiększających ryzyko zachorowania wymieniane są uwarunkowania genetyczne, alergie oraz rozpoczęcie miesiączkowania. Choroba ujawnia się w okresie dojrzewania lub bezpośrednio po nim.
Wysięk pojawia się gwałtownie w regularnych odstępach czasu, zwykle co 7–14 dni. Czas narastania wynosi 12–24 godziny, po czym wysięk utrzymuje się przez 5–7 dni i samoistnie zanika. Charakterystyczny jest stały  odstęp czasowy pojawiania się wysięku. Do zmian dochodzi najczęściej w obrębie stawu kolanowego – staw staje się umiarkowanie bolesny i nie towarzyszą mu objawy stanu zapalnego, takie jak zaczerwienienie lub podwyższona temperatura. Nie występują też żadne objawy ogólne. Badania laboratoryjne oraz rentgenograficzne zajętego stawu nie wykazują żadnych odchyleń od stanu prawidłowego. Jedynie w płynie stawowym pobranym drogą punkcji stawu można czasami stwierdzić podwyższony poziom granulocytów. W okresach między wysiękami wygląd stawu może wracać do normy, bądź też wykazywać cechy przewlekłego zapalenia, jednakże o znacznie mniejszym nasileniu (bez obrzęku).
Nie są znane metody lecznicze o udokumentowanej skuteczności wobec tej choroby. Opisywane jest leczenie za pomocą leków przeciwmalarycznych i soli złota. Opisano kilka przypadków skutecznego leczenia przy pomocy małych dawek kolchicyny stosowanej przez wiele miesięcy.